# Liaoning Whowin
Liaoning Hongyun Football Club w skrócie Liaoning FC (chiń. upr. 辽宁足球俱乐部; chiń. trad. 遼寧足球俱樂部; pinyin Liáoníng Zúqiú Jùlèbù) – chiński klub piłkarski piłki nożnej, grający obecnie w China League One, mający siedzibę w mieście Shenyang, stolicy prowincji Liaoning.
Liaoning Whowin jest jedynym chińskim klubem piłki nożnej, który zdobył Klubowe Mistrzostwo Azji (w 1990).

## Historia nazwy
- 1959–1992: Liaoning
- 1993: Liaoning Dongyao
- 1994: Liaoning Far East
- 1995: Liaoning
- 1996: Liaoning Hangxing
- 1997: Liaoning Shuangxing
- 1998: Liaoning Tianrun
- 1999: Liaoning Fushun
- 2000–2001: Liaoning Fushun Tegang
- 2002: Liaoning Bird
- 2003: Liaoning Zhongshun
- 2004: Liaoning Zhongyu
- 2005–2007: Liaoning FC
- 2008–: Liaoning Hongyun (Whowin)

## Stadion
Domowe mecze klub rozgrywa na Stadionie Olimpijskim w mieście Shenyang, który może pomieścić 60000 widzów.

## Sukcesy

### Domowe
- Chinese National League
  - mistrzostwo (1): 1954
- Chinese Jia-A League
  - mistrzostwo (8): 1978, 1985, 1987, 1988, 1990, 1991, 1992, 1993
- China League One
  - mistrzostwo (1): 2009
- Puchar Chin
  - zwycięstwo (2): 1984, 1986
- Superpuchar Chin
  - zwycięstwo (1): 2000

### Międzynarodowe
- Puchar Mistrzów
  - zwycięstwo (1): 1990
  - finał (1): 1991

## Skład na sezon 2016
| Nr | Poz. | Piłkarz               |
| -- | ---- | --------------------- |
| 1  | BR   | Liu Weiguo            |
| 3  | OB   | Wu Gaojun             |
| 4  | PO   | Sun Shilin            |
| 5  | OB   | Yang Shanping         |
| 6  | PO   | Yang Yu               |
| 8  | NA   | Zhang Ye              |
| 9  | PO   | Zhao Junzhe (kapitan) |
| 10 | PO   | James Troisi          |
| 11 | OB   | Zheng Tao             |
| 12 | NA   | James Chamanga        |
| 14 | NA   | Wang Hao              |
| 15 | OB   | Song Chen             |
| 16 | PO   | Zhang Tianlong        |
| 17 | PO   | Wang Liang            |
| 18 | PO   | Ni Yusong             |

| Nr | Poz. | Piłkarz         |
| -- | ---- | --------------- |
| 19 | PO   | Zhang Jingyang  |
| 20 | PO   | Jin Taiyan      |
| 21 | OB   | Assani Lukimya  |
| 22 | PO   | Wang Liang      |
| 23 | PO   | Wang Jiao       |
| 24 | BR   | Zhang Zhenqiang |
| 25 | OB   | Lu Qiang        |
| 26 | NA   | Feng Boyuan     |
| 27 | PO   | Hu Yanqiang     |
| 28 | BR   | Shi Xiaotian    |
| 29 | PO   | Wang Fa         |
| 30 | NA   | Ibrahima Toure  |
| 31 | OB   | Liu Shangkun    |
| 32 | NA   | Lei Yongchi     |
| 33 | OB   | Michael Thwaite |

## Trenerzy klubu od 1992
Stan na maj 2016.
| - Yang Yumin (1992 – 8 maja 1994) - Wang Hongli (9 maja 1994 – 21 maja 1995) - Li Shubin (lipiec 1995 – 31 grudnia 1995) - Su Yongshun (1 stycznia 1996 – 23 czerwca 1996) - Yang Yumin (24 czerwca 1996 – 31 grudnia 1995) - Gai Zengchen (1 stycznia 1997 – 6 kwietnia 1997) - Yang Yumin (7 kwietnia 1997 – 31 sierpnia 1997) - Wang Hongli (listopad 1997 – 11 października 1998) - Zhang Yin (12 października 1998 – 24 kwietnia 2000) - Jewgienij Skomorochow (25 kwietnia 2000 – 17 lipca 2000) | - Wang Hongli (18 lipca 2000 – 31 grudnia 2002) - Dimityr Penew (1 stycznia 2003 – 5 kwietnia 2003) - Ma Lin (6 kwietnia 2003 – 31 grudnia 2004) - Wang Hongli (1 stycznia 2005 – 2 lipca 2005) - Tang Yaodong (3 lipca 2005 – 30 grudnia 2007) - Werner Lorant (1 stycznia 2008 – 25 czerwca 2008) - Ma Lin (8 lipca 2008 – 26 listopada 2013) - Gao Sheng (27 listopada 2013 – 9 kwietnia 2014) - Chen Yang (9 kwietnia 2014 – 2 sierpnia 2015) - Ma Lin (2 sierpnia 2015 – 31 lipca 2017) |